# 民主紀念碑

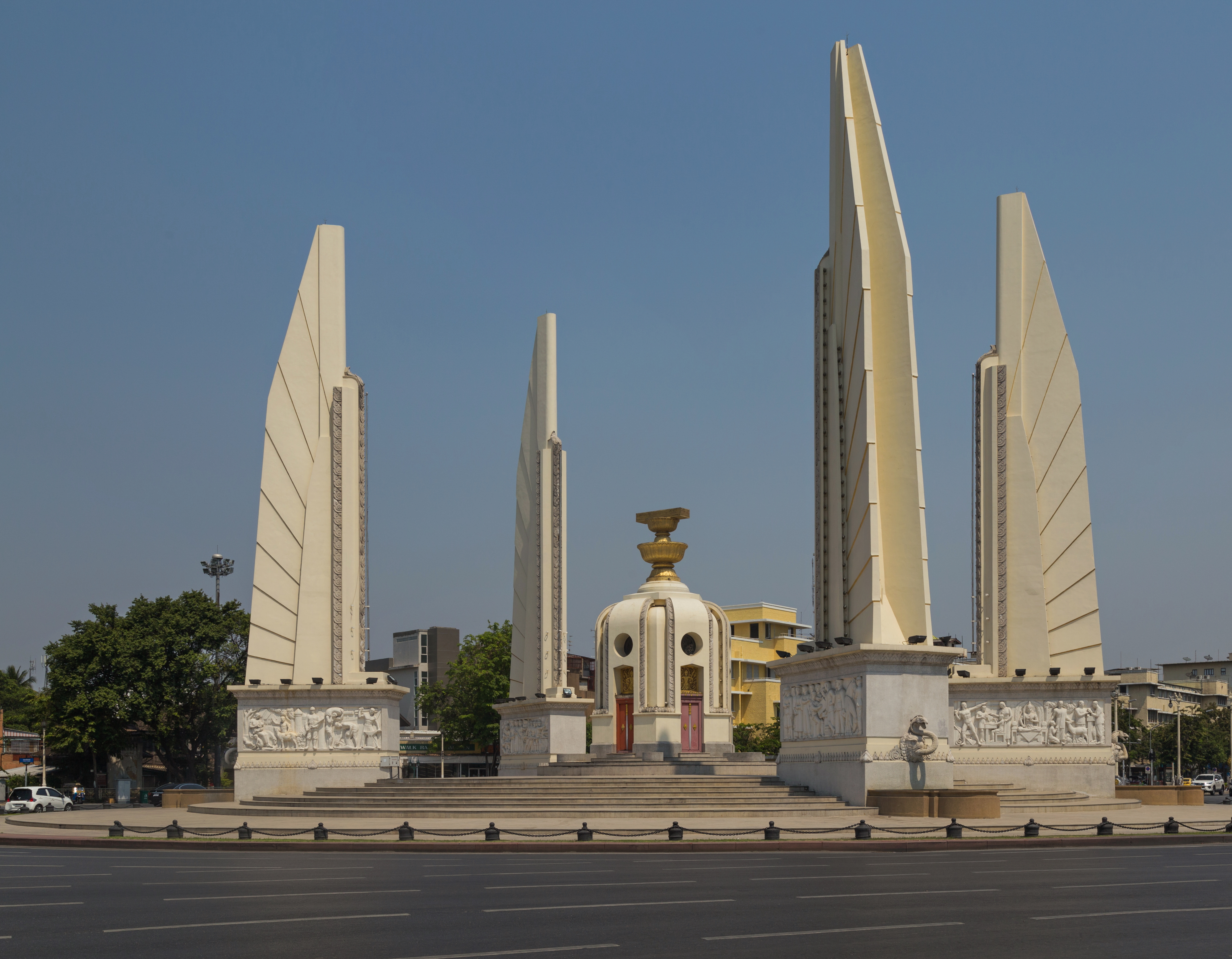
民主紀念碑

民主紀念碑，位於泰國的首都曼谷之巴差鐵巴黛路（Pracha Thipatai）、的通路（皇家轉寫：Thanon Ti Thong，又名打金路）及拍喃五路中段（Ratcha Damnoen Klang）之間的一個公共紀念碑。即大致介乎皇家田及金山寺之間。

## 起源
該紀念碑是為紀念1932年6月24日，暹羅發生政變導致由帝制變成君主立憲。策動該場政變的陸軍元帥：鑾披汶·頌堪要建設一座西化的紀念碑來像徵曼谷的西化。

## 事件
2020年3月起爆發大規模反軍政府示威，示威者多次於民主紀念碑集會，爭取國家的民主及自由，而民主紀念碑則象徵民主，因此成為這運動中具代表性的地方。

## 設計
當年建立這座紀念碑時，原居於此地的中國華僑居民及商店被驅逐，只有60天搬遷通知期。為了擴大拍喃五路中段，造成林蔭大道，需要砍伐數以百計的參天巨樹，引發日後一個嚴重的空氣混沌問題。

### 元素
中心碑（圖一所示）為代表暹羅在1932年的憲法之雕塑，它的頂部之兩個黃金碗的表面被刻有一門砲臺。它被4個翼狀結構（圖二）象徵性地守衛著，代表暹羅的武裝力量：陸軍、海軍、空軍及警察，聯合策動了1932年的政變。
翼狀結構高24公呎，標誌著1932年 6月發生政變。中央砲臺為3公呎高，因為6月為暹羅的3月。初期有75門小炮臺圍繞著紀念碑，表示在佛曆2475年的政變。後來減為六門，表示鑾披汶·頌堪政權公報的政策：「獨立、團結、平等、自由、經濟及教育」。
兩臺翼狀的噴泉(圖三)的模樣，佛教像徵的蛇；主題：「軍隊爭取民主」（圖四）顯示軍隊作戰為民主。主題：「人民作主」（圖五）顯示一名士兵保護暹羅人。主題：「美好生活」（圖六）顯示代表了社會意識形態的軍事政權。一位市民坐成佛樣的姿態，持有劍和一臺天坪，代表軍隊和司法分別坐落在市中心，兩旁從左至右代表：體育、教育、佛教及藝術。代表運動為一位全裸男子推鉛球，完全是歐洲的產物。

## 民主紀念碑的細部

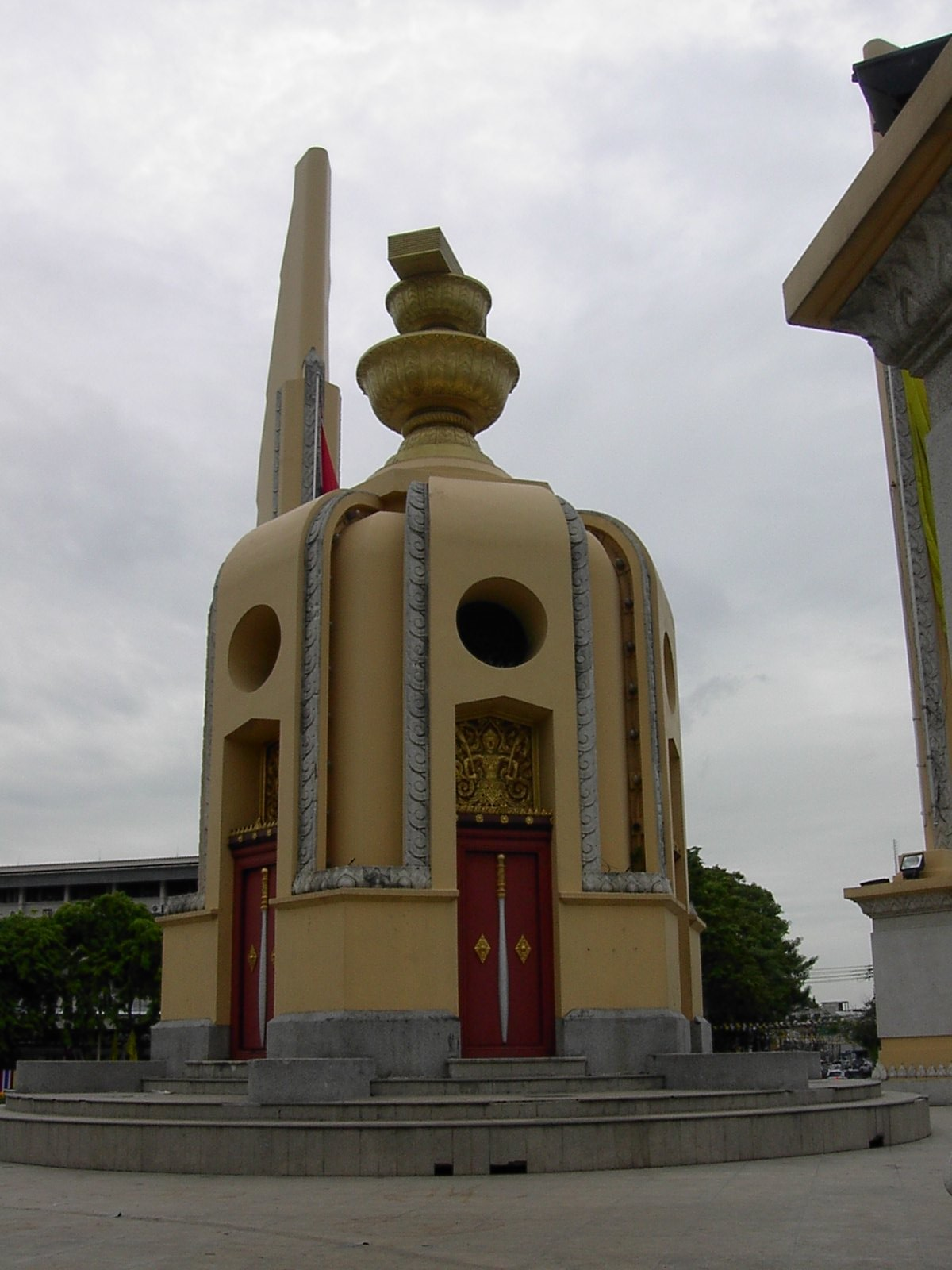
圖一：中心碑
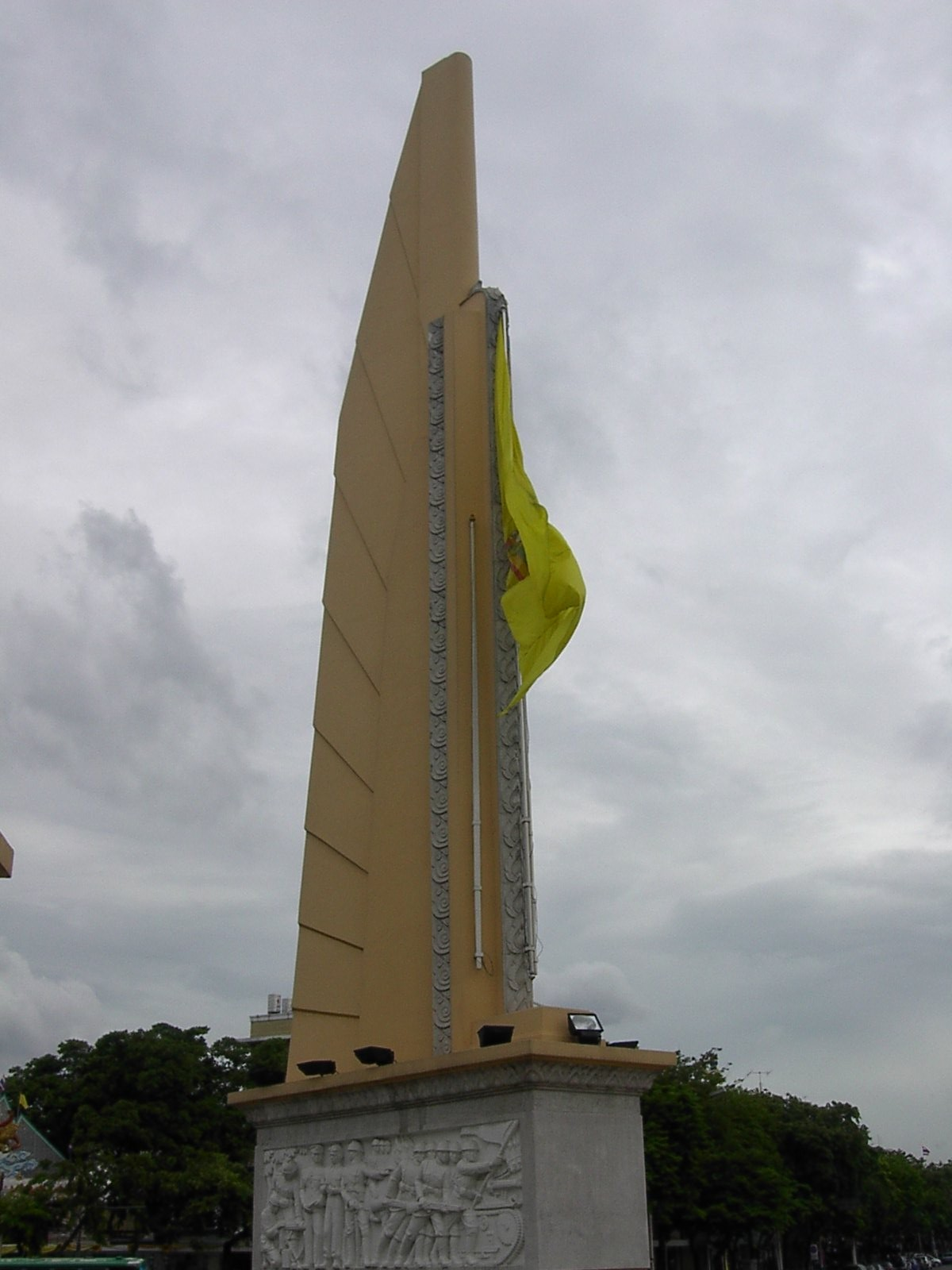
圖二：4個翼狀結構
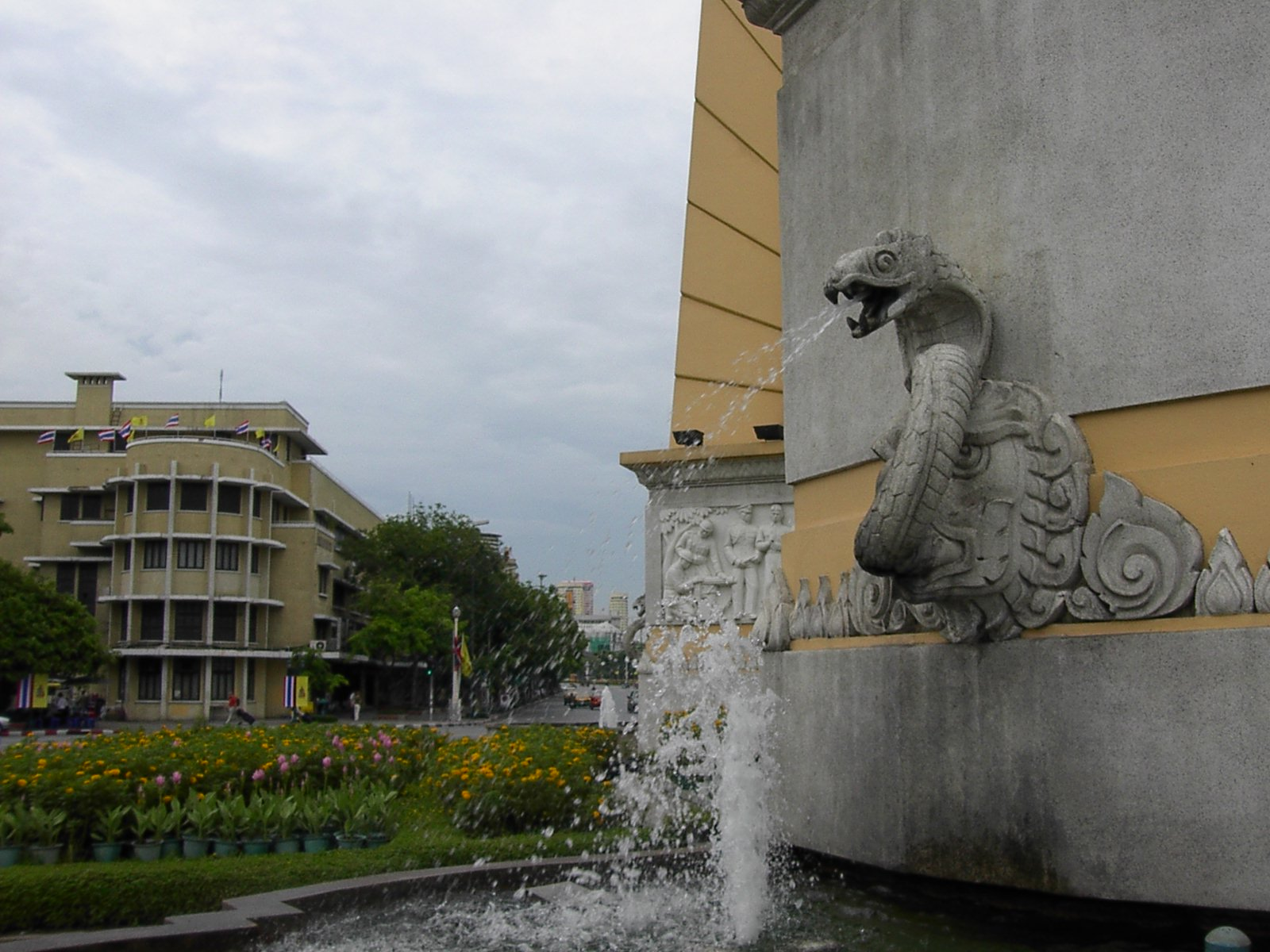
圖三：兩臺翼狀的噴泉
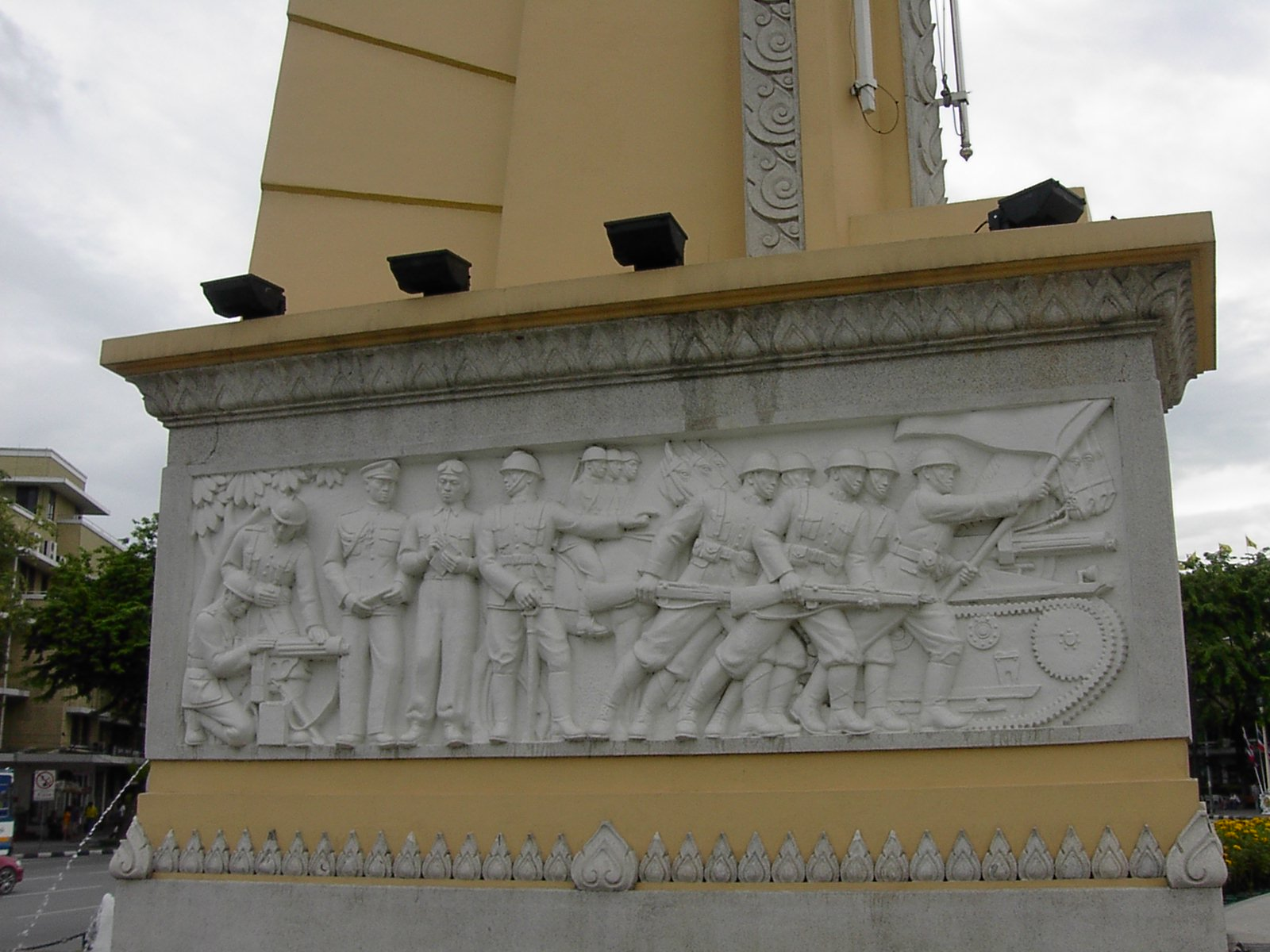
圖四：主題：「軍隊爭取民主」
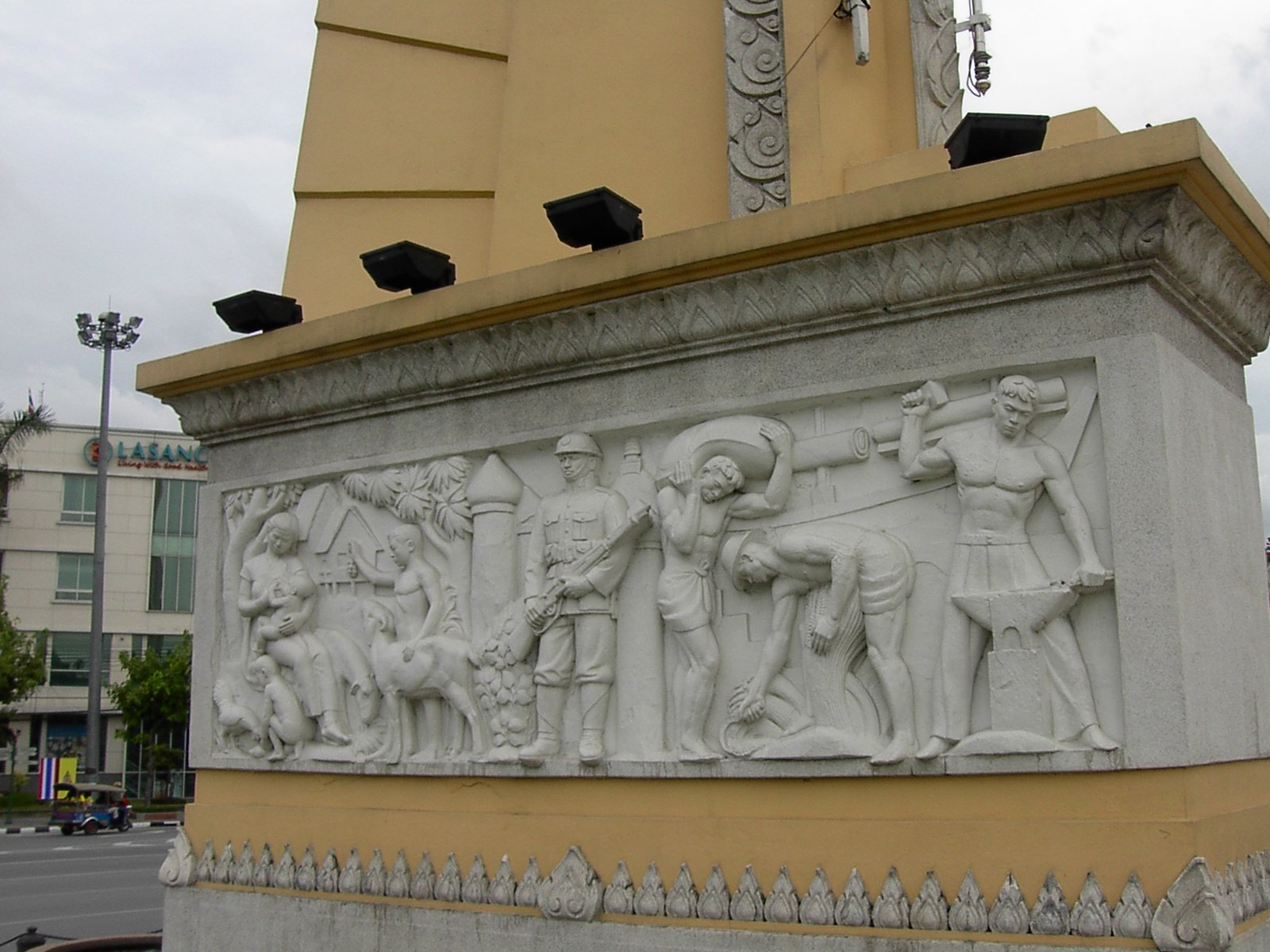
圖五：主題：「人民作主」
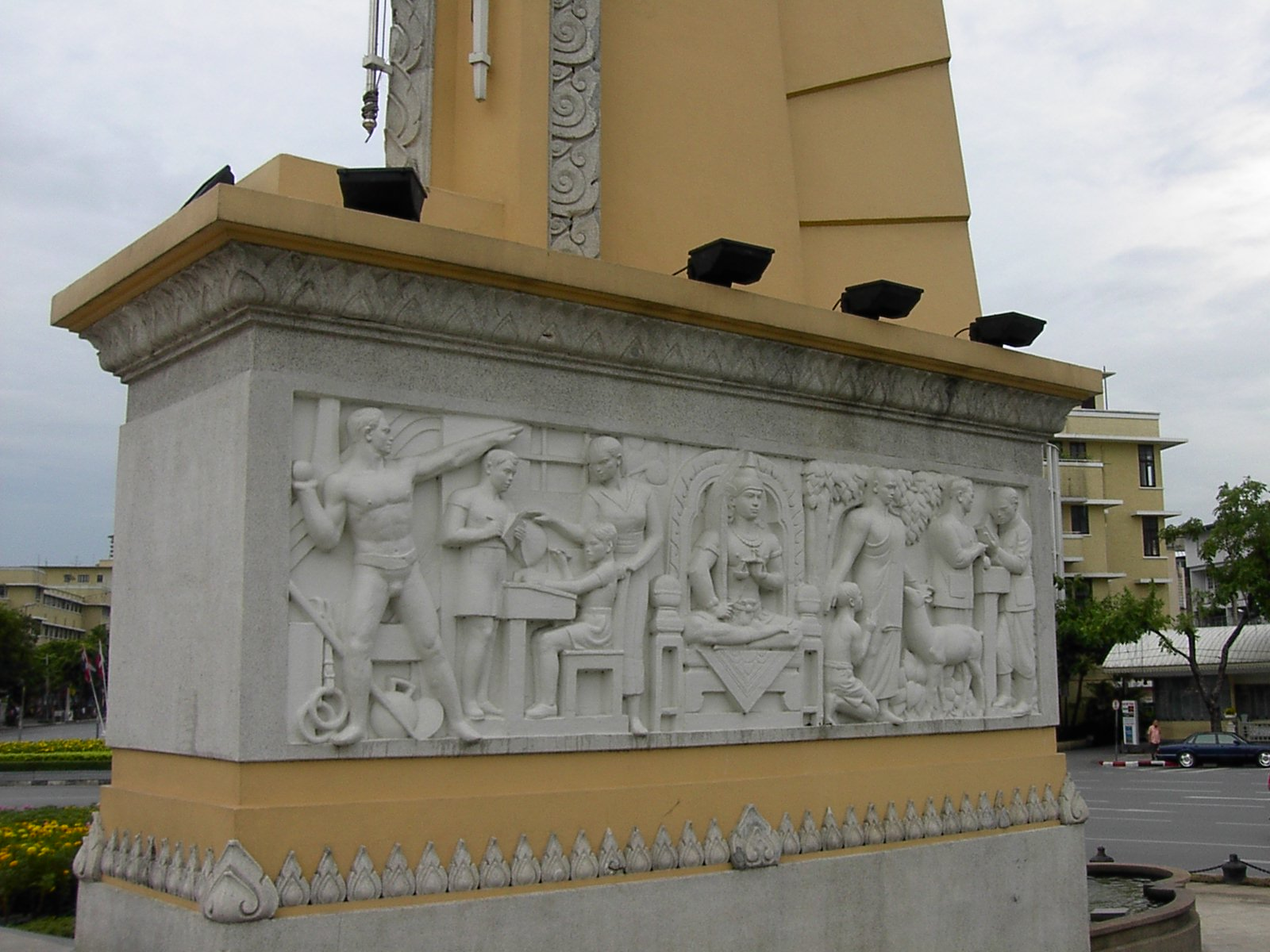
圖六：主題：「美好生活」

13°45′24″N 100°30′6″E / 13.75667°N 100.50167°E